# SummerSlam (2012)
SummerSlam 2012 fue la vigesimoquinta edición de SummerSlam, un evento pago por visión de lucha libre profesional realizado por la WWE. Tuvo lugar el 19 de agosto del 2012 desde el Staples Center en Los Ángeles, California. Fue el cuarto SummerSlam consecutivo celebrado en el Staples Center. El lema o frase oficial del evento fue «The Perfect Storm» («La tormenta perfecta»). El tema oficial del evento fue "Don't Give Up" de Kevin Rudolf.

## Argumento
El combate más altamente promocionado en la tarjeta contó con Triple H enfrentándose a Brock Lesnar, anunciado como «la tormenta perfecta». En el episodio del 30 de abril de 2012 de Raw, Lesnar intentó renegociar su contrato con el gerente general John Laurinaitis. Triple H (en su papel corporativo como jefe de operaciones) intervino, y declaró que el contrato que Lesnar había acordado al volver a firmar con la WWE estaba todavía en vigor y, por tanto Lesnar no podía añadir cualquier otra cláusula al mismo. Esto llevó a una pelea entre Lesnar y Triple H que resultó en que este último tuviera su brazo roto por Lesnar a través de un Kimura lock. Triple H regresó en No Way Out a desafiar a Lesnar a una lucha en SummerSlam, a cambio de su abandono de las demandas que su representante legal, Paul Heyman, realizó en contra de la WWE y Triple H. En el episodio del 18 de junio de Raw, Heyman hizo acto de presencia, rechazando el desafío de Triple H en nombre de Lesnar, a lo que Triple H lo atacó. Mientras tanto, se anunció que Lesnar podría responder al desafío de Triple H en la edición del 2 de julio de Raw; sin embargo, en el evento se anunció que en lugar de eso volvería en el episodio número 1000 de Raw el 23 de julio. En Raw 1000, Heyman de nuevo declinó el reto, pero después de que la esposa de Triple H Stephanie McMahon le dio una bofetada (debido a hacer comentarios acerca de sus hijos), Heyman aceptó en nombre de Lesnar. Luego, en el episodio del 6 de agosto de 2012 de Raw, Shawn Michaels hizo una aparición para anunciar que estaría en la esquina de Triple H en SummerSlam. Sin embargo, Michaels no podría ir a SummerSlam después de que Lesnar utilizó un Kimura lock para romper su brazo en el episodio del 13 de agosto de 2012 de Raw.
En otra lucha destacada, CM Punk defendió el Campeonato de la WWE contra John Cena y Big Show en un Triple Threat match. En las últimas semanas, Punk ha afirmado que a pesar de que era Campeón de la WWE, a menudo se sentía como si hubiera sido empujado a un segundo plano en favor de estrellas como Cena y The Rock. En Raw 1000, The Rock declaró que iba a estar recibiendo una oportunidad por el Campeonato de la WWE en Royal Rumble. Esa misma noche Cena cobró su contrato Money in the Bank para desafiar a Punk por el título. Después de que la interferencia de Big Show llevó a una descalificación, The Rock corrió al ring para ayudar a ahuyentar a Show. Punk entonces atacó a The Rock, y le aplicó un GTS. A la semana siguiente, Cena y Show lucharían en un combate por una oportunidad por el Campeonato de la WWE en SummerSlam. Después de la interferencia del Punk llevó a que la lucha terminara sin resultado, la nueva Gerente General de Raw nueva AJ Lee anunció que Punk defendería el título contra tanto Cena y Show en un Triple Threat match en SummerSlam.
Daniel Bryan había propuesto matrimonio a AJ en la edición del 16 de julio de Raw, que ella aceptó y accedió a tener la boda como parte de Raw 1000. Sin embargo, durante la ceremonia, AJ rechazó a Bryan, y anunció que fue nombrada como la nueva Gerente General de Raw por Vince McMahon. Más tarde se enfrentó y fue insultado por CM Punk, The Rock, e incluso la estrella invitada Charlie Sheen. Después de una derrota ante Sheamus en el episodio del 30 de julio de Raw, Bryan se sometió a un examen psicológico (bajo las órdenes de AJ como represalia por descubrir que Bryan planeaba internarla en una institución mental después de que estuvieran legalmente casados) y fue atacado por Kane (que decía que era el «terapeuta de manejo de la ira» de Bryan). En el episodio del 6 de agosto de Raw, AJ reservó a Bryan para luchar contra Kane en SummerSlam.
Otra lucha en la tarjeta fue entre Dolph Ziggler y Chris Jericho. En Money in the Bank, Ziggler ganó el Money in the Bank ladder match por un contrato por el Campeonato Mundial Peso Pesado, mientras que Jericho no pudo ganar su Money in the Bank ladder match por un contrato por el Campeonato de la WWE. La noche siguiente en Raw, Jericho interrumpió el discurso de victoria de Ziggler. Ziggler luego puso las actuaciones recientes de Jericho en duda, afirmando que Jericho «ya no puede ganar las luchas grandes nunca más» y «ha perdido su toque». Jericho respondió aplicándole a  Ziggler un Codebreaker. En Raw 1000 durante una lucha por equipos, Ziggler golpeó a su pareja de equipo Jericho, haciéndole perder la lucha. En la edición del 27 de julio de SmackDown, Jericho (usando el atuendo de Ziggler) lanzó a Ziggler al ring para recibir un Brogue Kick de Sheamus. En la edición del 6 de agosto de Raw, Ziggler se enfrentó a Alex Riley, pero perdió debido a una distracción de Jericho. Se anunció en la edición del 10 de agosto de SmackDown que Ziggler se enfrentaría a Jericho en SummerSlam
En el episodio del 16 de julio de Raw, Rey Mysterio hizo su regreso luego de 10 meses y lo hizo atacando a Alberto Del Rio con un 619. Mientras tanto, en Raw 1000, The Miz derrotó a Christian para ganar su primer Campeonato Intercontinental y así convertirse en Campeón de Tres Coronas de la WWE. Luego de su regreso, Mysterio declaró su intención de volver a ser Campeón Intercontinental. En el episodio del 10 de agosto de SmackDown, Mysterio y Miz se enfrentaron en un combate sin el título en juego, donde Mysterio ganó luego de un «Roll-up». En el episodio del 13 de agosto de Raw, la Gerente General de Raw AJ Lee confirmó el combate entre Miz y Mysterio por el Campeonato Intercontinental en SummerSlam.
En No Way Out, The Prime Time Players (Darren Young & Titus O'Neil) derrotaron a Primo & Epico, Tyson Kidd & Justin Gabriel y The Usos, consiguiendo una oportunidad por el Campeonato en Parejas de la WWE. En Money in the Bank, The Prime Time Players fueron derrotados por Primo & Epico. Sin embargo, después del combate, discutieron con los Campeones en Parejas de la WWE Kofi Kingston & R-Truth, y al tratar de atacarlos, R-Truth le lanzó un vaso con agua a Washington, comenzando un feudo entre los dos equipos. En el episodio del 16 de julio de Raw, Kingston y Truth defendieron con éxito el Campeonato en Parejas frente a The Prime Time Players. En el episodio del 10 de agosto de SmackDown, The Prime Time Players derrotaron a Primo & Epico por descalificación luego de que Kingston y R-Truth, que se encontraban en la mesa de comentarios, los atacaran, ganando la oportunidad de enfrentar a Kingston y R-Truth por los Campeonatos en Parejas en SummerSlam. 
Desde abril, el campeón Mundial Peso Pesado Sheamus entró en feudo con Alberto Del Rio en torno a su campeonato, luego de que Del Rio derrotara a Sheamus en el episodio del 6 de abril de SmackDown, ganando una oportunidad a su campeonato en el futuro. Aquella oportunidad no fue concedida hasta Over the Limit, donde Sheamus retendría frente a Del Rio, Chris Jericho y Randy Orton. Durante las siguientes semanas, ambos continuaron su feudo, quedando pactado un combate entre ambos en No Way Out, en el cual Dolph Ziggler remplazó a Del Rio debido a una lesión de éste sufrida en el episodio del 6 de junio de SmackDown, donde Sheamus retuvo nuevamente. Cuando Del Rio regresó, de inmediato retomaron su feudo, enfrentándose una vez más en Money in the Bank, donde Sheamus nuevamente derrotó a Del Rio. Sin embargo, Del Rio demandó un combate más, el cual consiguió al derrotar a Kane, Rey Mysterio y Daniel Bryan en el episodio del 27 de julio de SmackDown, pactándose el combate entre Del Rio y Sheamus en SummerSlam. En el episodio del 10 de agosto de SmackDown!, Del Rio atacó a Sheamus, con ayuda de falsos policías que el propio Del Rio contrató, en venganza de que él le había robado su coche en el episodio del 6 de agosto de Raw, lo que determinó que Booker T, recientemente nombrado Gerente General de SmackDown por Vince McMahon, cancelara el combate entre Del Rio y Sheamus por el título. Sin embargo, la semana siguiente en SmackDown, Del Rio derrotó a Jericho y Sheamus pidió que se restaurara la lucha, siendo esto aceptado por Booker T.

## Resultados
- Pre-Show: Antonio Cesaro (con Aksana) derrotó a Santino Marella y ganó el Campeonato de los Estados Unidos. (5:08)[9]
  - Cesaro cubrió a Marella después de un «Gotch-Style Neutralizer».
  - Esta lucha fue transmitida en vivo en Facebook, YouTube y WWE.com media hora antes del evento.
- Chris Jericho derrotó a Dolph Ziggler (con Vickie Guerrero). (13:05)[10]
  - Jericho forzó a Ziggler a rendirse con un «Walls of Jericho».
  - El World Heavyweight Championship Money in the Bank de Ziggler no estaba en juego.
- Daniel Bryan derrotó a Kane. (8:02)[11]
  - Bryan cubrió a Kane después de revertir un «Tombstone Piledriver» en un «Roll-up».
  - Después de la lucha, Kane persiguió a Bryan y atacó a Josh Mathews, quien iba a hacerle una entrevista sobre lo sucedido en la lucha.
- The Miz derrotó a Rey Mysterio y retuvo el Campeonato Intercontinental. (8:09)[12]
  - The Miz cubrió a Mysterio después de un «Skull-Crushing Finale».
- Sheamus derrotó a Alberto Del Rio (con Ricardo Rodríguez) y retuvo el Campeonato Mundial Peso Pesado. (11:22)[13]
  - Sheamus cubrió a Del Rio después de golpearlo con un zapato de Rodríguez y un «Irish Curse».
  - Durante el conteo de 3, Del Río tenía el pie en la cuerda, pero el árbitro no lo vio.
- Kofi Kingston & R-Truth derrotaron a The Prime Time Players (Darren Young & Titus O'Neil) y retuvieron el Campeonato en Parejas de la WWE. (7:07)[14]
  - R-Truth cubrió a Young después de un «Little Jimmy».
- CM Punk derrotó a John Cena y The Big Show y retuvo el Campeonato de la WWE. (12:34)[15]
  - Punk cubrió a Show después de un «Attitude Adjustment» de Cena.
  - Originalmente, Show se rindió con un «Koji Clutch» de Punk y un «STF» de Cena, pero la Gerente General de Raw AJ Lee ordenó reiniciar la lucha.
- Brock Lesnar (con Paul Heyman) derrotó a Triple H. (18:49)[16]
  - Lesnar forzó a Triple H a rendirse con un «Kimura Lock».
  - Originalmente, Shawn Michaels iba a estar en la esquina de Triple H, pero fue lesionado por Lesnar 6 días antes en Raw.
  - Durante la rendición, Lesnar fracturo el brazo de Triple H.